# ジェーン・ローゼンタール
ジェーン・ローゼンタール（Jane Rosenthal, 1956年9月21日 - ）は、アメリカ合衆国の映画プロデューサーである。

## 主なフィルモグラフィ
- サンダーハート Thunderheart (1992) 製作
- ナイト・アンド・ザ・シティ Night and the City (1992) 製作
- ブロンクス物語 A Bronx Tale (1993) 製作
- マイ・ルーム Marvin's Room (1996) 製作
- ウワサの真相/ワグ・ザ・ドッグ Wag the Dog (1997) 製作
- コーザ・ノストラ Witness to the Mob (1998) テレビ映画、製作総指揮
- アナライズ・ミー Analyze This (1999) 製作
- ウィズアウト・ユー Entropy (1999) 製作
- フローレス Flawless (1999) 製作
- ロッキー&ブルウィンクル The Adventures of Rocky and Bullwinkle (2000) 製作
- ミート・ザ・ペアレンツ Meet the Parents (2000) 製作
- ホリデー・ハート Holiday Heart (2000) テレビ映画、製作総指揮
- ショウタイム Showtime (2002) 製作
- アバウト・ア・ボーイ About a Boy (2002) 製作
- アナライズ・ユー Analyze That (2002) 製作
- 最高のともだち House of D (2004) 製作
- ミート・ザ・ペアレンツ2 Meet the Fockers (2004) 製作
- RENT/レント Rent (2005) 製作
- グッド・シェパード The Good Shepherd (2006) 製作
- トラブル・イン・ハリウッド What Just Happened (2008) 製作
- ミート・ザ・ペアレンツ3 Little Fockers (2010) 製作
- ロバート・デ・ニーロ エグザイル Being Flynn (2012) 製作総指揮
- リベンジ・マッチ Grudge Match (2013) 製作総指揮
- エリス Ellis (2015) 製作
- 私の居場所の見つけかた All We Had (2016) 製作
- 嘘の天才 〜史上最大の金融詐欺〜 The Wizard of Lies (2017) テレビ映画、製作総指揮
- クインシーのすべて Quincy (2018) 製作総指揮
- ボヘミアン・ラプソディ Bohemian Rhapsody (2018) 製作総指揮
- アイリッシュマン The Irishman (2019) 製作
- グランパ・ウォーズ おじいちゃんと僕の宣戦布告 The War with Grandpa (2020) 製作総指揮

## 受賞とノミネート
| 賞               | 年   | 部門       | 作品名           | 結果       |
| ---------------- | ---- | ---------- | ---------------- | ---------- |
| アカデミー賞     | 2019 | 作品賞     | アイリッシュマン | ノミネート |
| 英国アカデミー賞 | 2019 | 作品賞     | アイリッシュマン | ノミネート |
| 全米製作者組合賞 | 2019 | 劇場映画賞 | アイリッシュマン | ノミネート |